# DLR Band
DLR Band es el quinto álbum de estudio de David Lee Roth, publicado en 1998 por el sello Wawazat!! Records.

## Lista de canciones
1. "Slam Dunk!" - 2:37
2. "Blacklight" - 3:41
3. "Counter-Blast" - 3:14
4. "Lose the Dress (Keep The Shoes)" - 3:13
5. "Little Texas" - 3:20
6. "King of the Hill" - 3:52
7. "Going Places..." - 5:19
8. "Wa Wa Zat!!" - 2:54
9. "Relentless" - 3:30
10. "Indeedido" - 3:11
11. "Right Tool for the Job" - 3:24
12. "Tight" - 4:08
13. "Weekend With the Babysitter" - 3:36
14. "Black Sand" - 5:20

## Créditos
- David Lee Roth - voz, armónica
- John 5 - guitarras
- Terry Kilgore - guitarras
- Mike Hartman - guitarras
- B'urbon Bob - bajo
- Tom Lilly - bajo
- Ray Luzier - batería